# Castello di Otello
Il castello di Otello (in greco Πύργος του Oθέλλου?, in turco Othello Kalesi), conosciuto anche come Torre di Otello, è un castello di Famagosta, a Cipro. Fu costruito dai Lusignano nel XIV secolo e successivamente modificato dai veneziani. Il nome moderno del castello deriva da una scena nell'opera di Shakespeare, Otello.

## Storia

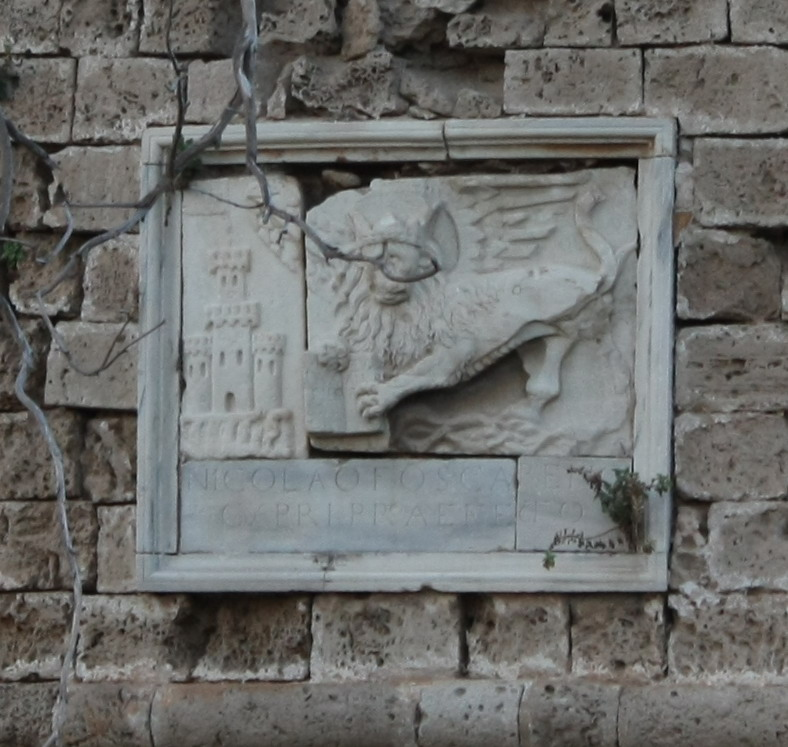
Rilievo del Leone di San Marco sulle mura del castello

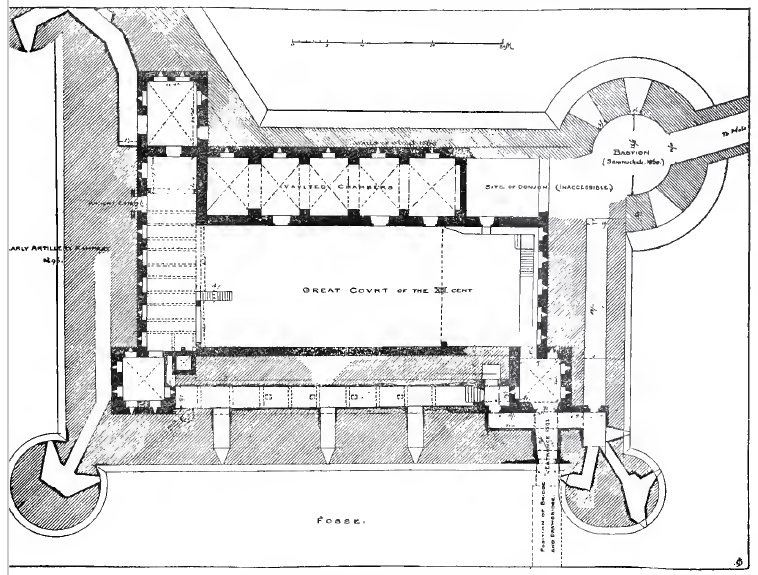
Pianta (1918)

Il castello di Otello fu costruito nel XIV secolo dai Lusignano (che governavano il Regno di Cipro) per proteggere il porto da possibili attacchi nemici. Era utilizzato anche come ingresso principale di Famagosta. Era chiamata "fortezza impenetrabile" perché era quasi impossibile da attaccare a causa dei fossati molto profondi che la circondavano.
Dopo la vendita di Cipro alla Repubblica di Venezia, le torri quadrate del castello furono sostituite con torri circolari per adattarsi all'artiglieria più moderna. Dopo tali modifiche, sopra l'ingresso principale del castello fu inciso un rilievo del Leone di San Marco. Vicino al rilievo sono inscritti il nome del capitano Nicolò Foscari, che diresse le modifiche al castello, e la data 1492. Apparentemente, Leonardo da Vinci ne consigliò la ristrutturazione nel 1481. Il castello prende il nome dalla famosa opera teatrale di Shakespeare Otello, ambientata in una città portuale di Cipro.
Nel 1900 il fossato del castello fu prosciugato per ridurre il rischio di malaria.
Il castello è stato restaurato nel 2014 ed è stato riaperto al pubblico il 3 luglio 2015.

## Disposizione
Il castello contiene quattro torri circolari. Comprende un refettorio e un dormitorio, costruiti in epoca lusignana. Il cortile del castello contiene palle di cannone, lasciate da spagnoli e ottomani, e reliquie della sua turbolenta storia.